# Пані пише листа зі своєю служницею
«Пані пише листа зі своєю служницею» — картина нідерландського художника Яна Вермера, написана в 1670—1671 роках. На картині зображена жінка зі своєю покоївкою, імовірно посередницею, що виступає, в її листуванні з коханцем. Картину вважають такою, що передує останньому періоду Вермера 1670-х років, коли його живопис став вирізнятися більшою стриманістю і сухістю.

## Короткий опис
«Пані пише листа зі своєю служницею» є першим прикладом експериментів Вермера з відцентровою композицією, в якій фокус зміщений у бік від центру, і його третьою картиною на цю тему, де дія і динаміка зосереджені не на одному персонажі. Покоївка, що стоїть у центрі картини зі схрещеними руками, емоційно відсторонена від своєї господині, так само байдужої до її присутності. Її погляд у вікно видає зосередженість на своїх думках, приховане занепокоєння і нетерпіння в очікуванні доручення. Сам факт присутності покоївки при такому особистому занятті може вказувати на те, що вона є довіреною особою господині, але, судячи з її погляду та посмішки, справжньої близькості між двома жінками немає.
Картина містить багато типових для живопису Вермера елементів, таких як прагнення передачі ідеальної перспективи інтер'єру, детальне зображення ліній одягу, віконної рами, фонової стіни, плиткової підлоги. На її створення художника могла надихнути схожа за духом картина Герарда Терборха «Жінка, що запечатує лист». Полотно з високим ступенем достовірності було відрізано з того ж рулону, що і для картини «Жінка з лютнею».

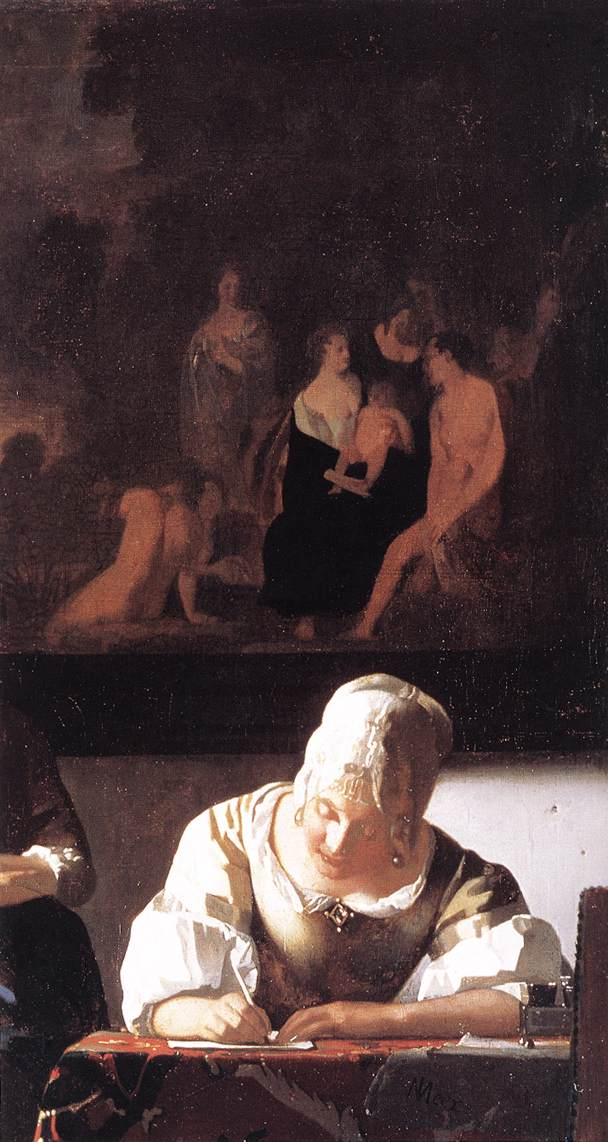
Фрагмент із зображенням немовляти Мойсея

Як і на багатьох інших творах Вермера, тут є «картина в картині». На ній зображено сцену знаходження немовляти Мойсея дочкою фараона; мистецтвознавці атрибутують її англійському художнику Пітеру Лелі (цікаво, що вона також присутня на більш ранній картині Вермера «Астроном»). Можливо, вона містить у собі натяк або на швидке народження дитини, або на існування незаконнонародженої. Хай там як, але для сучасників Вермера сам факт написання жінкою любовного листа передбачав скоєний нею перелюб.
Серед інших деталей звертають на себе увагу предмети, що лежать на підлозі: паличка сургуча, червона печатка і зім'ятий аркуш. Це може бути зім'ятий і кинутий лист, раніше отриманий жінкою, або чернетка її відповіді. Висловлювалося також припущення, що предмет може бути не просто аркушем паперу, а маленькою книгою — листівником, що містив зразки різного роду листів. У такому разі можна припустити, що жінка відкинула його, не знайшовши в ньому нічого підхожого, і тепер пише своїми словами, висловлюючи вдасні емоції .
Картина була вкрадена 27 квітня 1974 року разом з роботами Гої, Рубенса і Гейнсборо з маєтку Рассборо-Хаус баронета Альфреда Бейта озброєними членами ІРА під проводом Роуз Дугдейл. Полотна, вирізані з рам викрутками, були виявлені через 8 днів у графстві Корк. Друге викрадення відбулося в 1986 році бандою під керівництвом дублінського гангстера Мартіна Кехілла, який зажадав за картину викуп 20 мільйонів фунтів стерлінгів. У серпні 1993 року її повернули під час спроби обміну в антверпенському аеропорту, яка виявилася спецоперацією, проведеною ірландською поліцією під прикриттям. Ще до повернення картину заочно передали в дар Національній галереї Ірландії, де й зберігається донині.